# Wachmannstraße

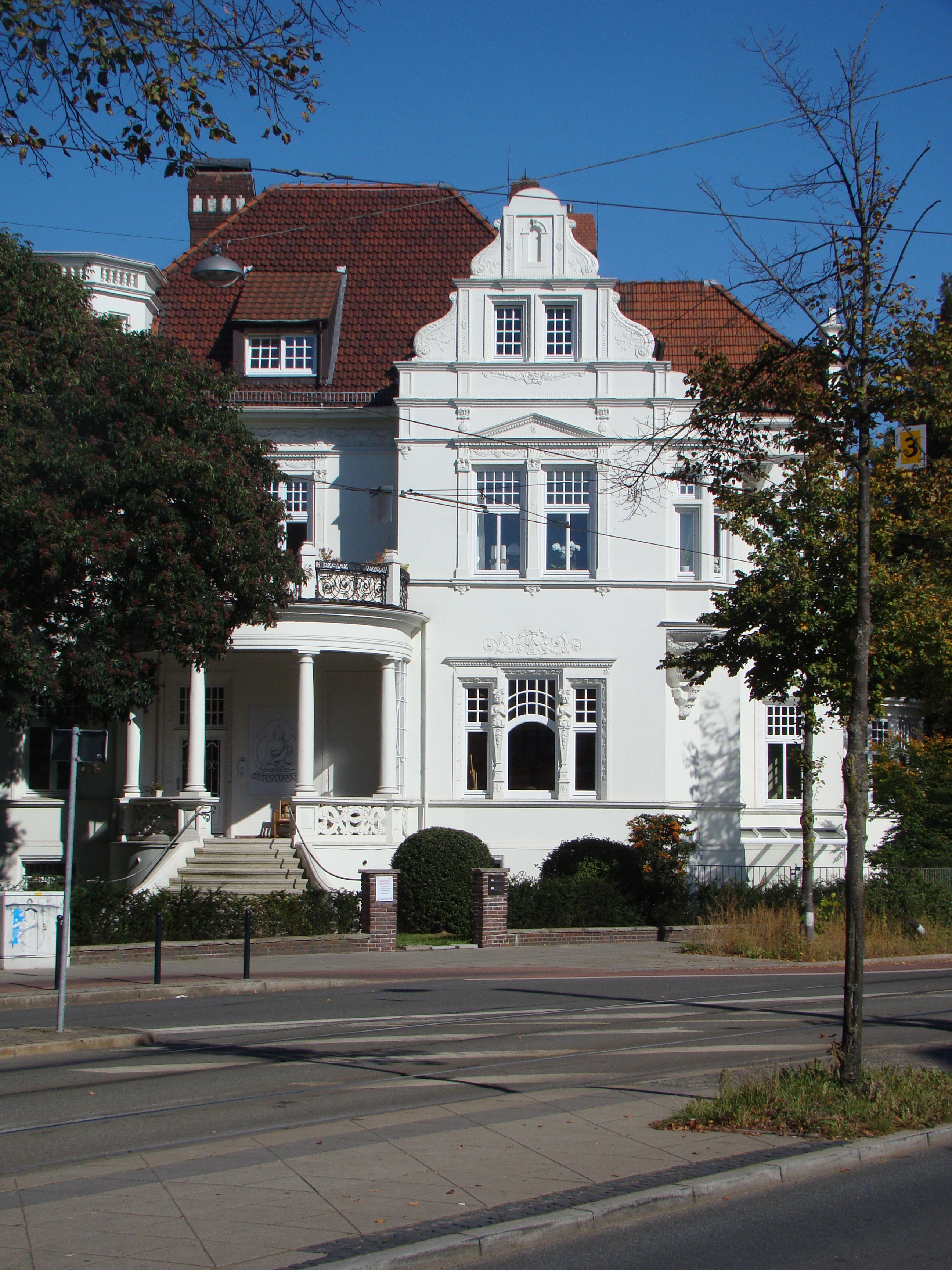
Nr. 2: Villa Korff

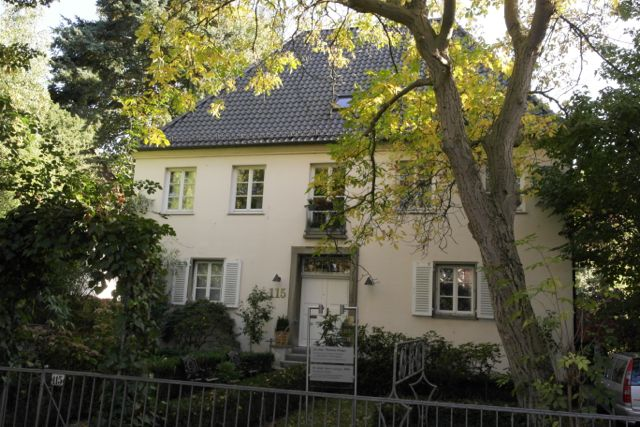
Nr. 115: Haus Huchting

Die Wachmannstraße ist eine zentrale Erschließungsstraße in Bremen, Stadtteil Schwachhausen Ortsteile Bürgerpark und Schwachhausen. Sie führt in Südwest-Nordost-Richtung von der Hermann-Böse-Straße und von der Kreuzung Am Stern zur H.-H.-Meier-Allee und zum Schwachhauser Ring nach Neu-Schwachhausen und Riensberg.
Die Querstraßen und Anschlussstraßen wurden benannt u. a. als Hermann-Böse-Straße nach dem Musiklehrer und Widerstandskämpfer (1870–1943), Am Stern nach den sternförmigen Straßenanbindungen, Parkallee nach dem Bürgerpark, Hollerallee nach dem Kaufmann und Förderer Johann Hermann Holler (1818–1868), Lürmanstraße nach dem Staatsanwalt, Senator und Bürgermeister August Lürman (1820–1902), Rembrandtstraße nach dem Maler (1606–1669), Altmannstraße nach dem Landschaftsgärtner Isaak Altmann (1777–1837), Gabriel-Seidl-Straße 1913 nach dem Architekten des Neuen Rathauses (1848–1913), Hartwigstraße nach dem bedeutsamen Erzbischof Hartwig I. (1118–1168), Brahmsstraße 1906 nach dem Komponisten Johannes Brahms (1833–1897), Benquestraße 1890 und Benqueplatz 1899 nach dem Landschaftsarchitekten Wilhelm Benque (1814–1895), Schubertstraße 1907 nach dem Komponisten Franz Schubert (1797–1828), Arnold-Böcklin-Straße 1933 nach dem Maler (1827–1901), Joseph-Haydn-Straße nach dem Komponisten (1732–1809), Hans-Thoma-Straße nach dem Maler (1839–1924), Carl-Schurz-Straße nach dem deutschen Revolutionär und US-amerikanischen Innenminister (1829–1906), Klugkiststraße nach dem Senator und Kunstmäzen Hieronymus Klugkist (1778–1851), Donandtstraße nach dem Präsidenten der Bremischen Bürgerschaft und Senator Ferdinand Donandt (1803–1872), Schwachhauser Ring nach der Ringstraße um Bremen und H.-H.-Meier-Allee nach dem Kaufmann, Politiker und Mitgründer des Norddeutschen Lloyds Hermann Henrich Meier (1809–1898); ansonsten siehe beim Link zu den Straßen.

## Geschichte

### Name
Die Wachmannstraße wurde benannt nach dem Bremer Ratssyndikus und Gesandten Johann Wachmann der Ältere (1592–1659). Er war als Diplomat für den Senat tätig und nahm an den Friedensverhandlungen in Osnabrück teil, wo mit dem Westfälischen Frieden 1648 der Dreißigjährige Krieg beendet wurde.

### Entwicklung
Die Wohnbebauung des Ortsteils Bürgerpark steht bis auf ein kleines Dreieck im Nordosten auf dem Gebiet der Pagenthorner Feldmark. Die intensive Besiedlung an der Straße erfolgte seit dem Ende des 19. Jahrhunderts, architektonisch geprägt durch viele Altbremer Häuser von nach 1900 und Neubauten von nach 1960.
Der Verein Die Wachmannstraße von 2002 mit ca. 130 Mitgliedern vertritt die Interessen der Bewohner und Geschäfte.

### Verkehr
Seit 2011/12 ist die Straße zwischen der Einmündung Schubertstraße und dem Schwachhauser Ring eine Fahrradstraße.
Die Straßenbahnlinie 7 von Woltmershausen ins westliche Schwachhausen wurde 1911 bis zur Wachmannstraße eröffnet und 1914 bis zur Hartwigstraße verlängert. 1952 fuhr die Linie 15 von der Wachmannstraße zum Flughafen. 1959 wurde die Strecke der Linie 16 von Grolland kommend via Wachmannstraße bis Riensberg auf der H.-H.-Meier-Allee verlängert.
1967 erhielt die bisherige Linie 16 die Liniennummer 6 (Grolland ab 1976 Huchting – Wachmannstraße – Riensberg). Nach einer Neuordnung des Netzes führte die Linie 6 nun vom Flughafen nach Riensberg und nach einer Verlängerung 1998 zur Universität.
Die Straßenbahn Bremen durchfährt heute mit der Linie 6 (Universität – Flughafen) die Straße und die Linie 8 (Huchting – Kulenkampffallee) tangiert die Straße am Stern.
Im Nahverkehr in Bremen tangiert die Buslinie 22 (Kattenturm-Mitte ↔ Universität) die Straße am Schwachhauser Ring und die Linie 24 (Rablinghausen ↔ Neue Vahr-Nord) Am Stern.

## Gebäude und Anlagen
Die Straße ist überwiegend mit zwei- bis viergeschossigen Wohngebäuden bebaut aus der Zeit nach dem Zweiten Weltkrieg in den 1960er bis 1980er Jahren.
Bremer Baudenkmale
- Nr. 2 und Parkallee 79/81: 2-gesch. Villa Korff für den  Petroleumkaufmann Wilhelm August Korff im Stil der Neorenaissance von 1903 mit Sockelgeschoss, Satteldächern, vier Giebeln mit differenzierten Eckausbildungen, Veranda und achteckigem Erker nach Plänen von Friedrich Wellermann und Paul Frölich sowie Gartenarchitekt Christian Roselius. Heute (2019) wird das Haus durch Wohnungen, Büros, eine Kindertagesstätte und ein Wohnprojekt des Buddhistischen Zentrums Bremen genutzt.[3]
- Nr. 115: 2-gesch. Haus Huchting von 1937 nach Plänen von Regierungsbaumeister a. D. Enno Huchting; heute (2018) mit Praxis.[4]

Erwähnenswerte Gebäude und Anlagen
Südseite:
- Nr. 1: 2-gesch. verklinkertes  Wohnhaus von 1929 mit Walmdach nach Plänen von Carl Krahn
- Nr. 7: Ehemaliges Wohnhaus, 1909 und 1911 Umbau des Wohnhauses Richard Caesar (Inhaber der Firma Willig & Ebert) nach Plänen von Carl Eeg
- Nr. 9: 4-gesch. neueres Haus mit Büros und dem Dienstleistungszentrum des Deutschen Roten Kreuzes (DRK) – ..
- Nr. 11 bis 17: drei 2-gesch. Wohnhäuser mit Erkern
- Nr. 82: Wohnhaus von 1927  nach Plänen von Heinrich Wilhelm Behrens[5]
- Nr. 21 bis 33, 39 bis 45, Nr. 57, 69 bis 91: 2-gesch. Wohnhäuser von um 1900 mit Erkern und manche mit seitlichem Giebelrisalit als Bremer Häuser
- Nr. 93 und 101: 2-gesch. Wohnhäuser von um 1900 als Giebelhäuser
- Nr. 103: 3-gesch. Wohn- und Geschäftshaus mit breitem Dacherker
- Ab Schubertstraße bis Joseph-Haydn-Straße: Freistehende Villen und Wohnhäuser
- Nr. 107: 2-gesch. verklinkerte Villa aus den 1930er Jahren mit Walmdach
- Nr. 113: 2-gesch. verputzte Villa von 1937 nach Plänen von Otto Blendermann
- Nr. 117: 2-gesch. verputzte Villa aus den 1930er Jahren mit Walmdach
- Nr. 129 bis 171: Zumeist 2-gesch. Reihenhäuser

Nordseite:
- Nr. 20 bis 38: 2- und auch 3-gesch. Wohnhäuser von um 1900 mit Erkern und manche mit seitlichem Giebelrisalit als Bremer Häuser
- Nr. 40: 2-gesch. Haus mit Restaurant
- Nr. 42a: 2- und 3-gesch. Wohn- und Geschäftshaus als Eckhaus aus den 1910er Jahren mit Restaurant und Praxis
- Nr. 46: 2-gesch. Wohn- und Geschäftshaus als Bremer Haus
- Nr. 66 bis 70: 4-gesch. neuere Wohn- und Geschäftshäuser mit Flachdach und mit Einkaufszentrum und Filiale der Sparkasse Bremen
- Benquestraße Nr. 64: 2-gesch. Eckwohnhaus
- Wochenmarkt Wachmannstraße/Benqueplatz
- Nr. 76: 2- bis 3-gesch. sehr moderne verputzte Villa
- Nr. 80 bis 86: vier 2-gesch. freistehende Wohnhäuser aus den 1930er Jahren mit Walmdächern
- Arnold-Böcklin-Straße Nr. 20 bis Wachmannstraße 128: 2-gesch. freistehende verputzte Giebelwohnhäuser
- Nr. 169 bis 174: 2-gesch. Wohnhäuser mit Walmdächern

Gedenktafeln
- Stolpersteine für die Opfer des Nationalsozialismus gemäß der Liste der Stolpersteine in Bremen:
  - Rembrandtstraße Nr. 25 für 15 Menschen, die hier zwischen 1939 und 1941 im so genannten Judenhaus gewohnt haben. Alle Bewohner wurden im November 1941 mit über 400 anderen Bremer Juden ins Ghetto Minsk deportiert und dort später ermordet. Das 2-geschossige Haus wurde 1944 durch Bomben zerstört.